# Фредді Вудман
Фредді Вудман (англ. Freddie Woodman, нар. 4 березня 1997, Лондон) — англійський футболіст, воротар клубу «Престон Норт-Енд».

## Клубна кар'єра
Народився 4 березня 1997 року в місті Лондон. Вихованець юнацької команди «Крістал Пелес», з якої 2013 року перейшов у «Ньюкасл Юнайтед», де тоді тренером воротарів працював його батько Енді Вудман, теж в минулому професіональний воротар.
З 2014 року для отримання ігрової практики Фредді здавався в оренду спочатку в нижчолігові англійські клуби «Гартлпул Юнайтед» та «Кроулі Таун», а з 2017 року грав у вищому шотландському дивізіоні на правах оренди за «Кілмарнок» та «Абердин».
На початку 2018 року повернувся в «Ньюкасл Юнайтед», де став четвертим воротарем команди і 6 січня 2018 року дебютував за першу команду «сорок» в матчі Кубка Англії проти «Лутон Тауна» (3:1). 

## Виступи за збірні
2012 року дебютував у складі юнацької збірної Англії, взяв участь у 38 іграх на юнацькому рівні, пропустивши 27 голів. З командою до 17 років він ставав переможцем юнацького чемпіонату Європи у 2014 році на Мальті і допоміг своїй команді обіграти Нідерланди в серії пенальті у фіналі турніру. 
У 2017 році у складі команди до 20 років поїхав на молодіжний чемпіонат світу у Південній Кореї. На турнірі Фредді був основним голкіпером збірної та був визнаний найкращим воротарем чемпіонату світу, а англійці виграли цей турнір.
Протягом 2016—2019 років залучався до складу молодіжної збірної Англії, у її складі поїхав на молодіжний чемпіонат Європи 2019 року в Італії, де був запасним воротарем, а команда не вийшла в плей-оф. Всього на молодіжному рівні зіграв у 6 офіційних матчах.

## Особисте життя
Він є сином колишнього футбольного воротаря Енді Вудмана, а його хрещеним батьком є колишній гравець збірної Англії, а потім і її головний тренер Гарет Саутгейт.

## Титули і досягнення
- Чемпіон Європи (U-17): 2014
- Чемпіон світу (U-20): 2017